# Easley Blackwood Jr.
Easley Blackwood (Indianapolis, 21 aprile 1933 – Chicago, 22 gennaio 2023) è stato un compositore, pianista e scrittore statunitense.
Fu autore di alcune musiche con accordature insolite e di libri sulla teoria musicale, compresa la sua ricerca sulle proprietà delle accordature microtonali e l'armonia tradizionale.

## Biografia
Suo padre, Easley Blackwood Sr., era un noto giocatore e scrittore di bridge.
Blackwood nacque a Indianapolis, nell'Indiana. Lì studiò pianoforte e si esibì come solista all'età di 14 anni con l'Indianapolis Symphony Orchestra. Dopo la laurea conseguita all'Università Yale, visse a Parigi dal 1954 al 1956, dove ebbe modo di perfezionarsi con Olivier Messiaen, Paul Hindemith e Nadia Boulanger. Per quarant'anni, dal 1958 al 1997, Blackwood insegnò all'Università di Chicago.
Le composizioni iniziali di Blackwood non erano particolarmente anticonformiste, sebbene in esse egli usasse il poliritmo e ampi contorni melodici. Questa prima musica di Blackwood era caratterizzata da uno stile atonale ma era formalmente conservatrice. Nel 1980-81 Blackwood si spostò piuttosto bruscamente verso un nuovo stile, pubblicando Twelve Microtonal Etudes per Electronic Music Media. Per questi pezzi usò la microtonalità per creare scale musicali insolite, temperate in modo equabile. Blackwood ha esplorato tutti i temperamenti equabili da 13 a 24, compresi 15-ET e 19-ET. Sebbene abbia registrato la maggior parte di questi brani con un sintetizzatore, la sua "Suite in 15-Note Equal Tuning, Op. 33" fu eseguita dal vivo su una chitarra appositamente costruita. Il suo stile compositivo si spostò verso una tonalità tardo-ottocentesca; ha paragonato la sua sintassi armonica a Verdi, Ravel e Franck.
Come pianista Blackwood ha interpretato diverse composizioni e ha promosso la musica di Charles Ives, Pierre Boulez e la Seconda scuola di Vienna. Oltre alle sue esibizioni pianistiche soliste, Blackwood suonò nel gruppo da camera Chicago Pro Musica, in gran parte comprendente membri della Chicago Symphony Orchestra.
Blackwood scrisse un trattato molto sostanzioso sull'armonia musicale, A Practical Musician's Guide to Tonal Harmony , che "nasce da studi al conservatorio nazionale francese dal 1954 al 1957 con Nadia Boulanger".
Blackwood fu conosciuto per il suo libro, The Structure of Recognizable Diatonic Tunings. Un certo numero di registrazioni della sua musica sono state pubblicate dalla Cedille Records (l'etichetta della Chicago Classical Recording Foundation) a partire dagli anni '90 col titolo Introducing Easley Blackwood.

## Pubblicazioni
- Easley Blackwood, A Practical Musician's Guide to Tonal Harmony, Chicago, Blackwood Enterprises, 1992.
- Easley Blackwood, The Structure of Recognizable Diatonic Tunings, Princeton Legacy Library, 14 luglio 2014, ISBN 978-0691610887.